# Avenida General Paz (Córdoba)
La Avenida General Paz es una avenida cordobesa totalmente asfaltada, que pasa por el Centro de esta ciudad argentina. La misma tiene un recorrido de 4.5 km y se extiende desde la calle Deán Funes hasta la calle De Constans. Entre los tramos 0 - 800 es un avenida que tiene cinco carriles, pero a partir de la nomenclatura 1100 (entre cortada debido a que se encuentra el Río Suquía, dos manzanas y la traza del Ferrocarril General Belgrano, futuro trayecto del Ferrourbano) se trata de una simple calle que llega hasta la nomenclatura 3800.

## Toponimia
La avenida lleva este nombre en homenaje al cordobés José María Paz, general argentino, segundo gobernador constitucional de la Provincia de Córdoba y decimoséptimo de la Provincia de Entre Ríos.

## Transporte sobre la avenida
Sobre esta artería en su tramo céntrico circulan la gran mayoría de las líneas de colectivos de Córdoba y de trolebuses.